# 라즈그라드주

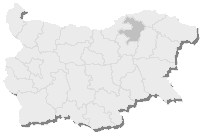
라즈그라드 주의 위치

라즈그라드주(불가리아어: Област Разград)는 불가리아 북동부에 위치한 주로, 주도는 라즈그라드이며 면적은 2,637km2, 인구는 152,417명, 인구 밀도는 61.7명/km2, 자동차 번호는 PP이다.
북쪽으로는 실리스트라 주, 동쪽으로는 슈멘 주, 남쪽으로는 터르고비슈테 주, 서쪽으로는 루세 주에 둘러싸여 있으며 7개 시를 관할한다.

## 인구
| 연도                      | 인구    | ±%     |
| ------------------------- | ------- | ------ |
| 1946                      | 184,404 | —      |
| 1956                      | 188,401 | +2.2%  |
| 1965                      | 198,903 | +5.6%  |
| 1975                      | 191,477 | −3.7%  |
| 1985                      | 186,674 | −2.5%  |
| 1992                      | 160,645 | −13.9% |
| 2001                      | 146,345 | −8.9%  |
| 2011                      | 125,190 | −14.5% |
| 2021                      | 103,223 | −17.5% |
| 출처: pop-stat.mashke.org |         |        |

## 같이 보기
- 불가리아의 주